# Golkonda

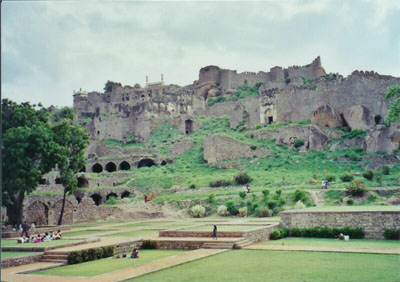
Fortalesa de Golkonda

El soldanat de Golconda o Golkonda (telugu: గోల్కొండ) fou un estat del Dècan a l'Índia, així anomenat per la seva primera capital, Golkonda, una fortalesa a uns 8 km a l'oest d'Hyderabad. Golkonda (també Golconda) és una antiga fortalesa i vila (avui en ruïnes) del Dècan, a l'Índia, a uns 8 km a l'oest d'Hayderabad (Andhra Pradesh), en un turó anomenat Bala Hisar, amb el cim a uns 130 metres per damunt de la plana: deriva el nom del telegu golla ('pastor') i konda ('turó'), que ja existia en època preislàmica (probablement vers 1143 sota els kakatya). La llegenda diu que un pastor hi va pujar un ídol i que per això es va construir després el fortí en temps dels kakatya.

## Història
Golconda pertanyia als rajàs de Warangal; la fortalesa de Golkonda va passar als bahmànides el 1363. Un notable de Delhi, Sultan Kuli, va emigrar cap al Dècan al final del segle xv i es va posar al servei dels bahmànides: en aquell moment n'era soldà Muhammed Shah III Lashkari (1463-1482) o Muhammed Shah IV (conegut també com a Mahmud Shah, 1482-1518). Al seu servei va dominar la regió del futur Regne de Golkonda, disputada amb Vijayanagar, la qual va esdevenir província (taraf de Tirang Andhra), de la qual va esdevenir governador amb seu a la fortalesa de Golkonda (vers 1495).
Des del 1512 fou virtualment independent i va agafar el títol de Kutub Shah o Kutb Shah (per això la seva dinastia és coneguda com a kutubshàhides), i el 1518 el Regne bahmànida es va fraccionar en els cinc estats del Dècan: Ahmednagar, Berar, Bidar, Bijapur, i Golconda. La dinastia kutubshàhida de Golkonda o Golconda fou la primera dinastia musulmana que va governar sobre el poble telugu i va existir fins a la conquesta del Dècan per Aurangzeb el 1687, però després del 1580 la capital i el regne fou anomenat Muhammadnagar, nom donat a Golkonda pel soldà Muhammad Kuli Kutub Shah, i el 1591 o 1592 fou anomenat Hayderabad, quan es va fundar la ciutat d'aquest nom i s'hi va traslladar la capital.
El fort hauria estat fundats pels kakatya al segle XII; als kakatya va seguir el Regne de Warangal. Golkonda fou cedida a Muhammad Shah Bahmani pel raja de Warangal el 1363, i vers el 1495 va esdevenir la capital de la província (taraf) de Tilang Andhra sota el soldà Kuli Kutb al-Mulk, donant pas a la dinastia delsKutubxàhides. Ibrahim Kuli Kutub Shah (1550 - 1580) dels kutubshàhides fou el principal constructor de la ciutat: reforçà la fortalesa contra els atacs dels mogols i construí diverses edificacions i monuments dels quals només queden les ruïnes; va dissenyar un sistema acústic perfecte en el qual una picada de mans a una de les portes es podia sentir al capdamunt de la ciutadella. El seu successor Muhammad la va rebatejar Muhammadnagar. Els tres primers soldans kutubshàhides van expandir el fort en el segle xvi en un període de 62 anys i, de fet, la fortalesa està formada per quatre forts diferents. El fort de Toli Masjid, situat a Karwan a uns 2 km, fou construït el 1671 per Mir Musa Khan Mahaldar, arquitecte reial d'Abdullah Kutb Shah.
Amb la fundació d'Hayderabad el 1591-1592 Golkonda va perdre importància i va quedar destruïda pel setge d'Aurangzeb el 1687, que va durar nou mesos. Només una traïció va permetre a l'emperador la seva conquesta.

## Diamants

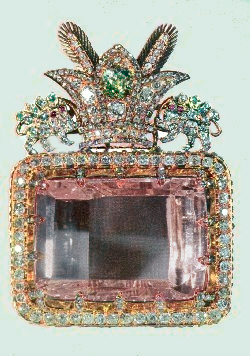
Diamant Darya-e-Nur

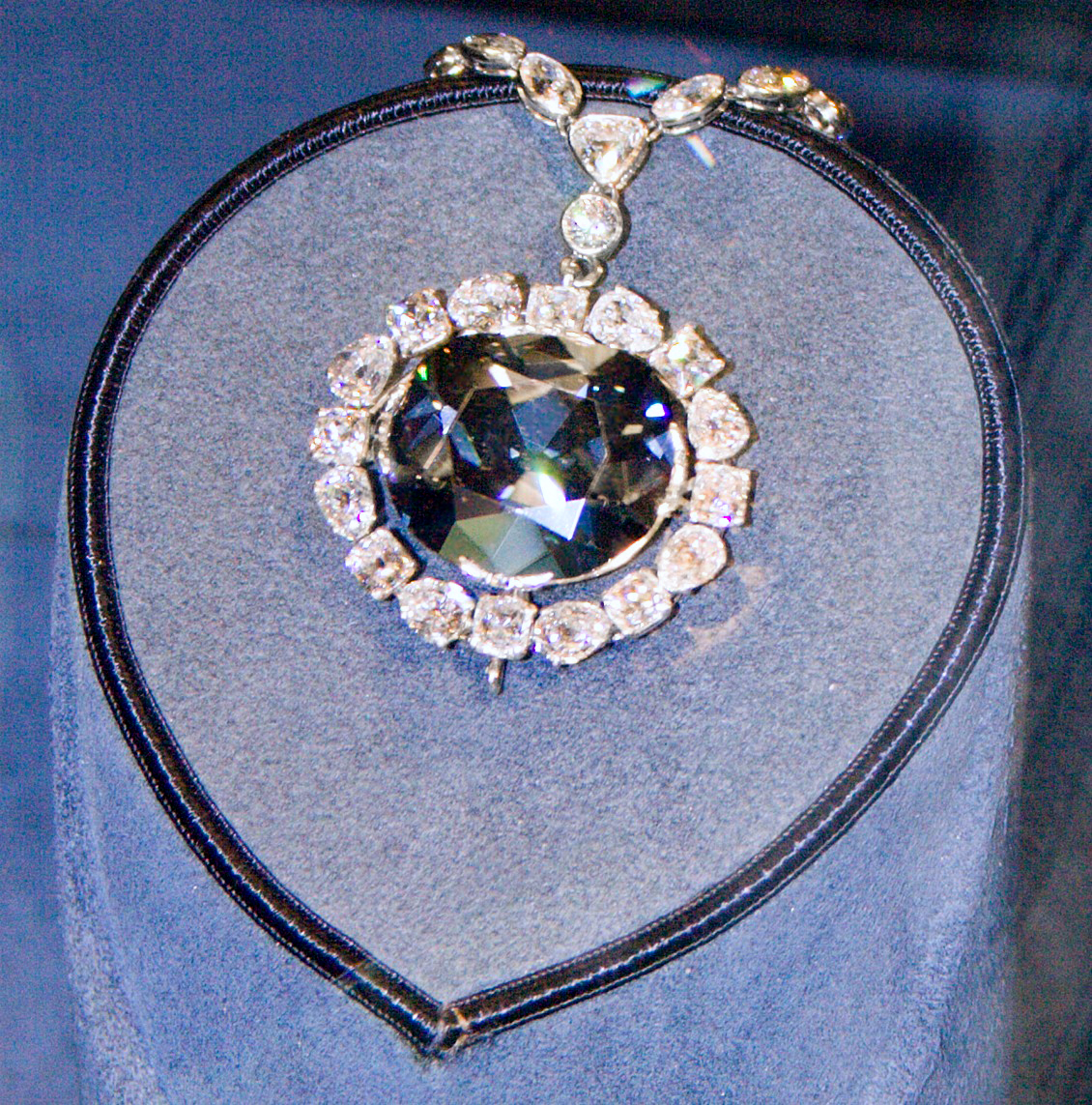
Diamant Hope ('Esperança')

Golkonda fou famosa pels diamants de les seves mines al sud-est de la ciutat, en temps del regne les úniques mines de diamants del món. La ciutat fou el mercat mundial del diamant. Els diamants més famosos són el Darya-e Nur ('mar de llum'), part de les joies de la corona iraniana i el Koh-i Nur ('muntanya de llum'), en un temps el més gran del món, propietat d'Isabel II. El seu nom fou associat a gran riquesa. Al final del segle xix a Gran Bretanya s'anomenava una golconda una font de riquesa. Els diamants més famosos són:
- Darya-e Nur
- Nur-Ul-Ain
- Koh-i Nur
- Hope ('Esperança')
- Regent

## Tombes kutubxàhides
Les tombes dels soldans kutubxàhides es troben a 1 km al nord de la muralla exterior de la fortalesa de Golkonda. Són una vintena d'estructures, set en són tombes reials, amb pedra polida i llaurada i rodejades de jardins. Estan obertes al públic. Són magnífiques estructures de pedra fina llaurada, rodejades de jardins. Avui dia es poden visitar.

## Soldans
- Sultan Kuli Kutb al-Mulk Kutb Shah, governador: 1496-1518, soldà: 1518 - 1543
- Djamshid ibn Kuli Kutb Shah (1543 - 1550) (fill)
- Subhan ibn Djamshid Kutb Shah (1550) (fill)
- Ibrahim ibn Kuli Kutb Shah Wali (1550 - 1580) (fill de Kuli Kutb al-Mulk)
- Muhammad Kuli ibn Ibrahim Kutb Shah (1580 - 1611) (fill)
- Sultan Muhammad ibn Muhammad Kuli Kutb Shah (1611 - 1625) (fill)
- Abd Allah ibn Muhammad Kutb Shah (1625 - 1672) (fill)
- Abu l-Hasan Kutb Shah (1672 - 1687) (gendre)

## Òpera
Gaetano Donizetti va compondre l'òpera «Alina, regina di Golconda».